# Кругла вежа (Ардмор)

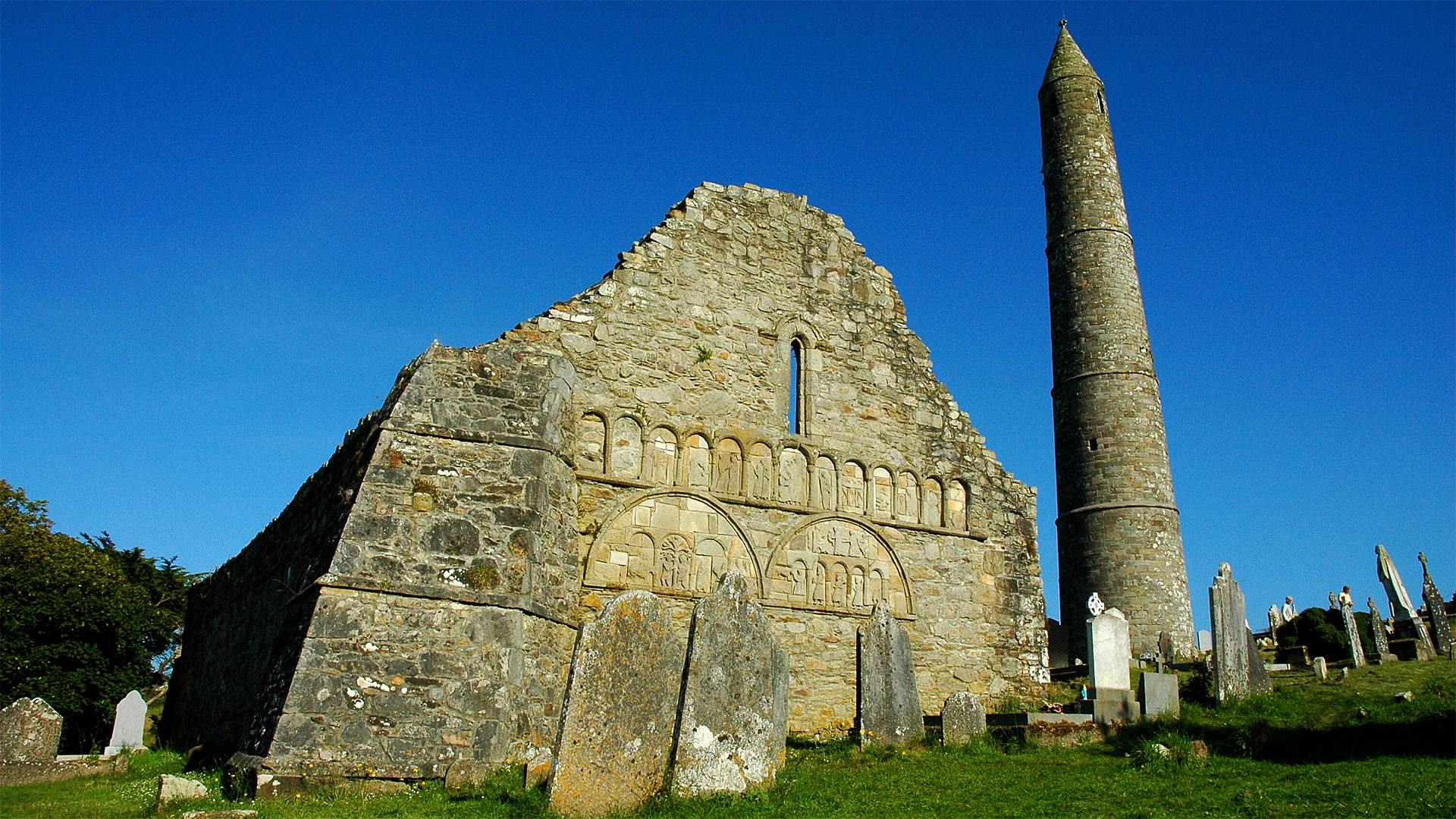
Вежа Ардмор і руїна давнього собору.

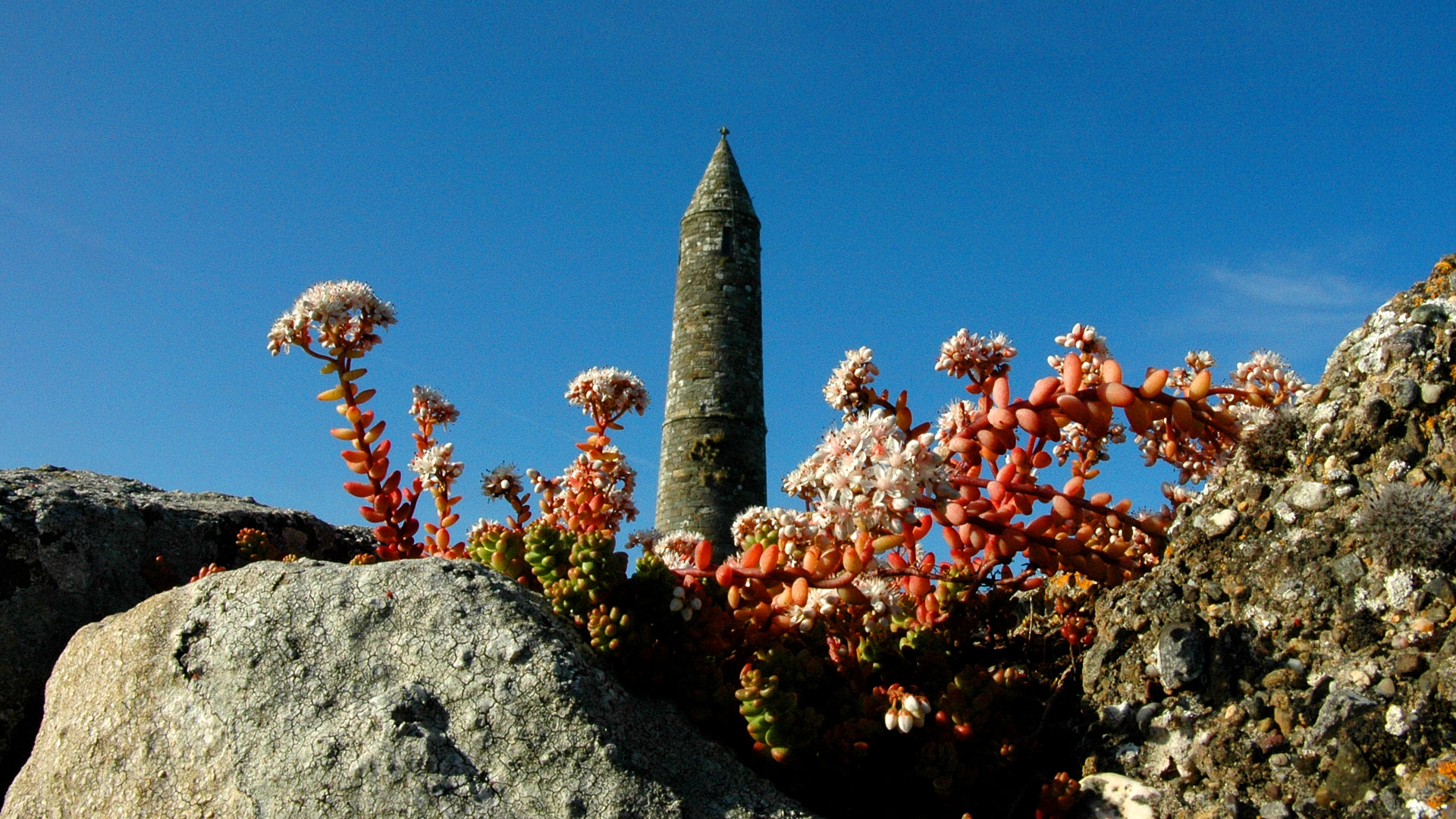
Вежа Ардмор.

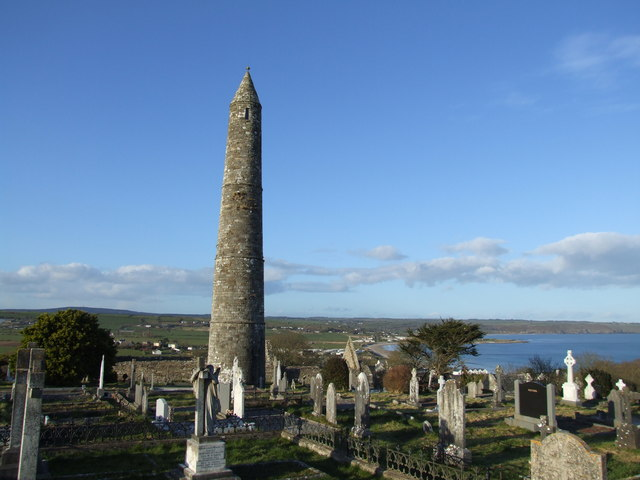
Вежа Ардмор і давнє кладовище.

Кругла вежа Ардмор (англ. – Ardmore, ірл. - Aird Mhór) – вежа Великої Висоти – одна із круглих веж Ірландії, розташована в селищі Ардмор, біля руїн стародавньої церкви і давнього кладовища, в графстві Вотерфорд. Вважається, що тут було найдавніше християнське поселення в Ірландії. Святий Деклан жив в цьому селищі приблизно в 350 – 
450 роках і проповідував християнство ще до приходу Святого Патріка в Ірландію. 

## Історія вежі Ардмор
Вежа і селище Ардмор були відомі з сивої давнини. Саме в цьому місці проповідував християнство святий Деклан – один із святих королівства Манстер (Муму), що приніс християнство в Ірландію ще до святого Патріка. Святий Деклан вважається покровителем туата (племені) Дессі, що розселились в Манстері. У 1111 році відбувся синод в Рахбресал, де було визнано окрему єпархію Ардмор. Єпископ Ардмора присягнув королю Англії Генріху II – завойовнику Ірландії як умову визнання його архієпископства в 1171 році. Пізніше архієпископство Ардмор стало просто пишним титулом – башта і селище втратили своє значення. Нині це частина парафії Югала, в єпархії Вотерфорд та Лісмор. 
Вежа висотою більше 30 метрів, була побудована в XII столітті. Поруч стоять руїни собору XII століття. Частково збереглися руїни більш давніх споруд VIII століття. Збереглася кам’яне різьблення IX століття. Різьблення включає раннє зображення ірландської арфи, зображення Адама і Єви в райському саду, суду Соломона. Поруч є два камені з написами алфавітом Огам. 